# Putzarer See
Putzarer See er den største sø  i  Amt Anklam-Land, i Landkreis Vorpommern-Greifswald, i den tyske delstat Mecklenburg-Vorpommern. Den ligger sydøst for landsbyen Putzar i kommunen Boldekow i et Naturschutzgebiet af samme navn. Den er  ca. 2,5 kilometer lang, og en bredde på omkring 980  m;  Den er meget lavvandet, med en gennemsnitsdybde på 0,4 meter.
Søen er sandet til efter omlægningen af Landgraben så den ikke længere løb gennem, og den har nu ingen, tilløb eller afløb af betydning. Søern er, som alle søer i Mecklenburg-Vorpommern dannet i den seneste istid. Søen er beskyttet både som landskabs. og naturschutzgebiet, og er grundet sin lave vanddybde fuglebeskyttelsesområde.

## Eksterne kilder og henvisninger
- Wikimedia Commons har flere filer relateret til Putzarer See
- Dokumentation von   Zustand   und   Entwicklung   der wichtigsten Seen Deutschlands Arkiveret 27. november 2015 hos  Wayback Machine Mecklenburg-Vorpommern Putzarer See p. 230-232

53°42′10″N 13°40′25″Ø / 53.70278°N 13.67361°Ø